# Mrągowo Park
Mrągowo Park – dawna wąskotorowa stacja kolejowa w Mrągowie, w województwie warmińsko-mazurskim, w Polsce. Zachował się po niej budynek przy ul. Młodkowskiego 2A.